# Waar (Film)
Waar (Wār; [ʋɑːr], aus dem Englischen übersetzt „angreifen“) ist ein pakistanischer Action-Thriller aus dem Jahr 2013 unter der Regie von Bilal Lashari. Das Drehbuch wurde von Hassan Rana geschrieben. Neben Shaan Shahid, Meesha Shafi, Ali Azmat, Shamoon Abbasi und Ayesha Khan spielen auch Suhaib Rana und Kamran Lashari in dem Film mit. Der Film spielte die zweithöchsten Erträge aller pakistanischen Filme nach Jawani Phir Nahi Ani ein. Bei dem Film handelt es sich um eine stilisierte Darstellung der Geschehnisse rund um den Krieg gegen den Terror in Pakistan, wie beispielsweise der Attacke auf eine Polizeischule in Lahore im Jahr 2009.

## Handlung
Major Mujtaba Rizvi ist ein ehemaliger Offizier der Pakistanischen Armee, welcher frühzeitig zurückgetreten ist. Die Handlung umfasst eine Anti-Terrorismus Operation im Nordwesten der Stammesgebiete Pakistans, geleitet von Ethesham Khattak und koordiniert von seiner Schwester, Javeria Khattak, einer Geheimdienstoffizierin. Ehtesham und Javeria erfahren von einem großen terroristischen Angriff, welchem nur mit der Hilfe von Major Mujtaba entgegengewirkt werden kann.
Die Familie des Majors Mujtabas wurde von Ramal, einem Agenten der indischen Spionageagentur Research and Analysis Wing (RAW), ermordet, weshalb sich dieser an Ramal rächen will. Da er Ramals Taktiken und Vorgehensweisen kennt, kann er seinen Angriffen erfolgreich entgegenwirken.
Mulla Siraj, ein Taliban, welcher von einer Festung in den Stammesgebieten aus für Ramal arbeitet, überreicht diesem zwei Bomben, welcher er irgendwo in Pakistan platzieren und zur Detonation bringen will. Ein terroristischer Anschlag auf eine Polizeischule geplant von dem RAW Spion Laxmi soll währenddessen zur Ablenkung der Sicherheitsbehörden dienen. Eine der von Ramal gelegten Bomben befindet sich in einem Fahrzeug und detoniert beim Abtransport, wodurch Ehtesham ums Leben kommt. Die zweite Bombe wurde im Jinnah Kongresszentrum in Islamabad gelegt, doch Major Mujtaba kann den Anschlag verhindern und so das Land vor einem weiteren tödlichen terroristischen Anschlag schützen. Er bekommt seine Rache, indem er Ramal am Ende des Films tötet.

## Besetzung
- Shaan Shahid als Major Mujtaba Rizvi, ein ehemaliger Offizier der Pakistanischen Armee
- Shamoon Abbasi[9] als Ramal, ein Agent der indischen Spionageagentur Research and Analysis Wing (RAW)
- Meesha Shafi[9] als Laxmi, ein Funktionär der indischen RAW
- Ali Azmat[9] als Ejaz Khan, Politiker
- Hamza Ali Abbasi als Ehtesham Khattak, O/C Field Operations CTG[9]
- Ayesha Khan[9] als Javeria Khattak, eine Geheimdienstoffizierin. Leitung der  INTEL und COM; Analystin der CTG.[10] Sie ist Ehteshams Schwester
- Hassan Rana als Taha Ali, Verwaltungsmitglied der CTG
- Bilal Lashari als Ali (Sniper)
- Kamran Lashari als Asher Azeem, DG Internal Security or Head of Security Wing
- Nadeem Abbas als Rana
- Batin Farooqi als Kämpfer
- Uzma Khan als Frau von Mujtaba
- Waseem Badami als Nachrichtensprecher
- Naseer Afridi (Kurzauftritt)
- Imran Khan als talibanischer Partner

## Produktion
Der Titel Waar kommt aus dem Urdu und bedeutet wörtlich übersetzt „angreifen“. Der Film ist primär in Englisch gehalten, mit einigen kurzen Dialogen in Urdu. Der Produzent Hassan Waqas Rana wollte den Film in Urdu synchronisieren, hat diesen Plan aber verworfen, da es die Rolle von Shaan Shahid beeinträchtigt hätte. Die Handlung wurde von echten Geschehnissen inspiriert und zeigt Aspekte des Terrorismus in Pakistan. Die Geschichte wurde von Hassan Waqas Rana geschrieben.

### Casting und Besetzung
Anfänglich wollte der von Hollywoodfilmen bekannte Stuntregisseur Tom Delmar bei dem Film Regie führen, später wurde allerdings Bilal Lashari als Regisseur gewählt. Lashari hatte bereits an anderen Projekten mit Rana gearbeitet. Waar war der erste Film, in dem Lashari Regie führte. Dieser hat bereits in Musikvideos Regie geführt und assistierte Shoaib Mansoor für den Film Khuda Kay Liye. Ali Azmat und Meesha Shafi, welche für ihren Gesang bekannt sind, feierten ihr Debüt als Schauspieler in diesem Film. Beide Rollen waren nur als Gastauftritt geplant, wurden aber später auf große Rollen ausgeweitet. Hamza Ali Abbasi, welcher als Regieassistent geplant war, bekam eine Rolle als Darsteller.

### Dreharbeiten
Der Film wurde von MindWorks Media produziert and enthält 400 Visuelle Effekte. Die Dreharbeiten bis zur Fertigstellung von Waar dauerten 3 Jahre. Gedreht wurde der Film in Karatschi (Pakistan), Rom (Italien), Istanbul (Türkei), Lahore (Pakistan), Islamabad und Swat. In den Medien wurde von Zusammenarbeit mit den Inter-Service Public Relations (ISPR), dem Medienflügel der Pakistanischen Armee, berichtet, Lashari bestreitet dies allerdings mit der Begründung, dass MindWorks Media gemeinsam mit den ISPR an einer Dokumentation gearbeitet hat während Waar gefilmt wurde.
Das Budget des Films wird zwischen 170 Millionen und 200 Millionen Pakistanische Rupien geschätzt.

## Veröffentlichung und Werbung
Nach mehrmaligem Ändern des Veröffentlichungsdatums wurde der Film schließlich am 16. Oktober 2013, während des Islamischen Opferfests in Pakistan, veröffentlicht. Das eigentlich geplante Veröffentlichungsdatum war der 6. September 2013.
Der erste Trailer zum Film wurde im Januar 2012 freigegeben, der zweite im Januar 2013. Noch im gleichen Monat wurde der Trailer über 500.000 mal aufgerufen, wodurch er zwischenzeitlich zu den Top 5 Videos auf YouTube zählte. Der Film wurde als meist erwartetster Film in der Geschichte des pakistanischen Kinos genannt. Doch aufgrund der langen Wartezeit zwischen den Trailern und dem eigentlichen Veröffentlichungsdatums herrschte unter den Kritikern schlechte Stimmung. Shamoon Abbasi, einer der Darsteller, begründete die Verzögerung mit dem Fehlen von Ressourcen.
Seine Premiere hatte Waar am 10. Oktober 2013 in Karatschi und am 14. Oktober 2013 in Rawalpindi/Islamabad. Die Zensurstelle in Sindh gab den Film aufgrund der Darstellung von Gewalt sowie obszönen Textstellen nur für Erwachsene frei. Waar wurde in ungefähr 45 Kinos in Pakistan aufgeführt und feierte seine TV-Premiere am 14. August 2014 im Sender ARY Digital.
Ursprünglich hätte Warner Bros. den Film laut Berichten vertreiben sollen, allerdings wurde dies von ARY Films und Madviwalla Entertainment übernommen.
Der Film wurde in 25 Ländern freigegeben. In den Vereinigten Arabischen Emiraten wurde der Film am 12. Dezember veröffentlicht, wo auch die Akteure des Films den roten Teppich des Grand Cinemas im Wafi City zierten. Im Vereinigten Königreich wurde der Film am 17. Januar 2014 das erste Mal aufgeführt, Australien folgte am 15. Mai 2014.

## Rezeption

### Kritiken
Der Film wurde überwiegend positiv von den Kritikern aufgenommen. Bei IMDb steht der Film bei 8,2 von 10 möglichen Punkten und ist auf Platz 249 der bestbewerteten Filme der IMDb mit über 28.000 Stimmen (Stand Mai 2017).
Rafay Mahmood von The Express Tribune bewertete Waar mit 3 von 5 möglichen Sternen und lobte die Kinematographie, die Bearbeitung sowie die Audiogestaltung, übte aber negative Kritik an die Geschichte und den Akteuren. Er bezeichnet den Film als „Sinnlose Propaganda, ... welche dem Verstand schadet“, allerdings auch als „... guten Spielfilm für das pakistanische Kino“.
Mohammad Kamran Jawaid von Dawn gab Waar ebenfalls schlechte Kritik. Er nannte das Drehbuch „... zusammengeschusterten Stuss um eine zusammenhängende Erzählung zu erzeugen“. Weiters kritisierte er, dass der Film Englisch anstelle von Urdu ist.
Aufgrund der Handlung steht man Waar in Indien sehr kritisch gegenüber. Der Film hatte im Gegensatz zu anderen pakistanischen Filmen oder zeitgleich erschienenen indischen Filmen eine hohe mediale Präsenz in Indien. Waar genoss auch international einen guten Ruf, weshalb er von Politikern und indischen Medien kritisiert wurde.
Aber auch positive Kritik gab es aus Indien: Der indische Filmregisseur Ram Gopal Varma  lobte die Arbeit von Bilal Lashari und war vom Film „Verblüfft über den Glauben hinaus“.

## Einspielergebnisse
Die Ausstrahlung von Waar begann mit dem ersten Tag des Islamischen Opferfestes in 42 Kinos, welches die größte Freigabe aller Zeiten war. Es war in Pakistan vollkommen ausgebucht und hat damit den Rekord für die meisten Zuschauer gebrochen. Am ersten Tag wurden Rs 1.14 crocre (US$ 110.000) eingespielt, der bisherige Rekord von Chennai Express von Rs0.9 crore (US$86.000) wurde damit überboten. Bis Freitag Nacht spielte der Film ₨4.26 crore (US$410.000) ein, was alle bisherigen Rekorde während des Opferfestes überboten hat. In den ersten 9 Tagen hat Waar ₨9.7 crore (US$930.000) und in 13 Tagen insgesamt ₨13 crore (1,2 Millionen US$) eingespielt. In der 4. Woche waren es ₨1.9 crore (US$180.000), welche eingespielt wurden, trotzdem war der Film noch hinter dem Ergebnis des 1998 vorgestellten Films Choorian von Syed Noor mit einem Ergebnis von ₨20 crore (1,9 Millionen US$). Nach 36 Spieltagen wurde der Rekord von Choorian letztendlich gebrochen.
In 7 Wochen wurden ₨20.9 crore (2,0 Millionen US$) eingespielt. Durch das Verbot hindischer Filme konnte der Film auch in der 8. Woche noch ₨0.6 crore (US$57,000) und trotz großer Konkurrenz von dem Film Dhoom 3 in der 9. Woche ₨0.52 crore (US$50,000) einspielen. Insgesamt wurden mit dem Film ₨23 crore (2,2 Millionen US$) in Pakistan und ₨40 crore (3,8 Millionen US$) weltweilt eingenommen. Dieser Rekord wurde später vom Film Dhoom 3 mit ₨24.5 crore (2,3 Millionen US$) in Pakistan überboten.

## Musik
Die Fertigstellung der Filmmusik dauerte fast zwei Jahre. Diese wurde von Amir Munawar komponiert. Qayaas und Umair Jaswal haben jeweils ein Lied zur Filmmusik beigetragen. Clinton Cerejo aus Mumbai hat Saathi Salaam und Mauje Naina komponiert, welches das erste Mal auf Coke Studio India, Season 2 ausgestrahlt wurde.
Die Soundtracks in Waar sind:
- Inquilaab (Gesang: Umair Jaswal)
- Saathi Salaam (Gesang: Sawan Khan Manganiyar & Clinton Cerejo)
- Mauje naina (Gesang: Bianca Gomes, Shadab Faridi & Altamash Faridi)
- Halaak
- Khayal

## Auszeichnungen
Waar war für 16 Preise bei den ARY Film Awards nominiert und hat 13 davon gewonnen.
| Veranstaltung    | Datum            | Kategorie                                    | Empfänger         | Ergebnis  | Referenz |
| ---------------- | ---------------- | -------------------------------------------- | ----------------- | --------- | -------- |
| ARY Film Awards  | 24. Mai 2014     | Beste Regie (Jury)                           | Bilal Lashari     | Gewonnen  | [ 50 ]   |
| ARY Film Awards  | 24. Mai 2014     | Bester Film                                  | Hassan Waqas Rana | Gewonnen  | [ 50 ]   |
| ARY Film Awards  | 24. Mai 2014     | Beste Regie                                  | Bilal Lashari     | Gewonnen  | [ 50 ]   |
| ARY Film Awards  | 24. Mai 2014     | Bester Schauspieler                          | Shaan Shahid      | Gewonnen  | [ 50 ]   |
| ARY Film Awards  | 24. Mai 2014     | Beste Schauspielerin                         | Aisha Khan        | Gewonnen  | [ 50 ]   |
| ARY Film Awards  | 24. Mai 2014     | Bester Nebendarsteller                       | Hamza Ali Abbasi  | Gewonnen  | [ 50 ]   |
| ARY Film Awards  | 24. Mai 2014     | Beste Nebendarstellerin                      | Meesha Shafi      | Gewonnen  | [ 50 ]   |
| ARY Film Awards  | 24. Mai 2014     | Bestes Star-Debüt (Mann)                     | Ali Azmat         | Nominiert | [ 50 ]   |
| ARY Film Awards  | 24. Mai 2014     | Bestes Star-Debüt (Frau)                     | Ayesha Khan       | Gewonnen  | [ 50 ]   |
| ARY Film Awards  | 24. Mai 2014     | Bester Schauspieler in einer negativen Rolle | Shamoon Abbasi    | Gewonnen  | [ 50 ]   |
| ARY Film Awards  | 24. Mai 2014     | Beste Original-Musik                         | Amir Munawar      | Nominiert | [ 50 ]   |
| ARY Film Awards  | 24. Mai 2014     | Bester Playback-Sänger                       | Umair Jaswal      | Nominiert | [ 50 ]   |
| ARY Film Awards  | 24. Mai 2014     | Bester Action-Film                           | Hassan Waqas Rana | Gewonnen  | [ 50 ]   |
| ARY Film Awards  | 24. Mai 2014     | Beste Kinematographie                        | Bilal Lashari     | Gewonnen  | [ 50 ]   |
| ARY Film Awards  | 24. Mai 2014     | Beste Bearbeitung                            | Bilal Lashari     | Gewonnen  | [ 50 ]   |
| ARY Film Awards  | 24. Mai 2014     | Beste Spezialeffekte                         | Hassan Waqas Rana | Gewonnen  | [ 50 ]   |
| Lux Style Awards | 4. Dezember 2014 | Bester Film                                  | Hassan Waqas Rana | Nominiert | [ 51 ]   |
| Lux Style Awards | 4. Dezember 2014 | Beste Regie                                  | Bilal Lashari     | Nominiert | [ 51 ]   |
| Lux Style Awards | 4. Dezember 2014 | Bester Schauspieler                          | Shaan Shahid      | Nominiert | [ 51 ]   |
| Lux Style Awards | 4. Dezember 2014 | Bester Original-Soundtrack                   | Amir Munawar      | Nominiert | [ 51 ]   |

## Fortsetzung
Am 7. Dezember 2013 gaben ARY Films und MindWorks Media bekannt, dass an einer Fortsetzung namens Waar 2 gearbeitet wird. Diese wird in Pakistan, im Vereinigten Königreich, Türkei und im ehemaligen Jugoslawien gedreht. Das voraussichtliche Erscheinungsdatum ist 2017.

## Weitere Referenzen
- Sher Khan:  Genius or moron – you decide, says Waar producer, The Express Tribune, 28. August 2012
- 'Waar,' Pakistani Movie Blockbuster, Sets Records By Bashing India (VIDEO) In: Huffington Post, 15. Oktober 2013
- Stars of Pak blockbuster 'Waar' coming to Dubai to meet fans. Emirates 24/7, abgerufen am 13. Dezember 2013.
- Pak film ‘Waar’, which slams India, makes waves across the world. FirstPost.World, abgerufen am 7. Dezember 2013.
- Unrest of Indian leaders & media on success of Pak movie Waar. The Frontier Post, abgerufen am 7. Dezember 2013.
- Pakistani movie review: ‘Waar’ presents a new perspective to the war on terror. Emirates 24/7, abgerufen am 13. Dezember 2013.
- Action movie Waar has ‘a dangerous narrative’ In: The National, 11. November 2013. Abgerufen am 16. Dezember 2013
- Pakistani film Waar looks at recent history from a different perspective In: The National, 15. Dezember 2013. Abgerufen am 16. Dezember 2013
- The UAE on Waar: Technically good, message, not so much In: Tribune, 18. Dezember 2013. Abgerufen am 19. Dezember 2013
- Waar hits the bullseye In: Gulf News, 18. Dezember 2013. Abgerufen am 20. Dezember 2013
- Expats react to Pakistani action thriller ‘Waar’ after UAE release. Sarwat, abgerufen am 20. Dezember 2013.
- Pakistan’s latest ‘Waar’ movie destroys box-office rivals. Umar Farouq, abgerufen am 20. Dezember 2013.
- Director’s cut: 'Waar' is more pro-Pakistan, than anti-India In: Emirates 24/7. Abgerufen am 20. Dezember 2013